# Rezerwat biosfery „Kiedrowaja Pad´”

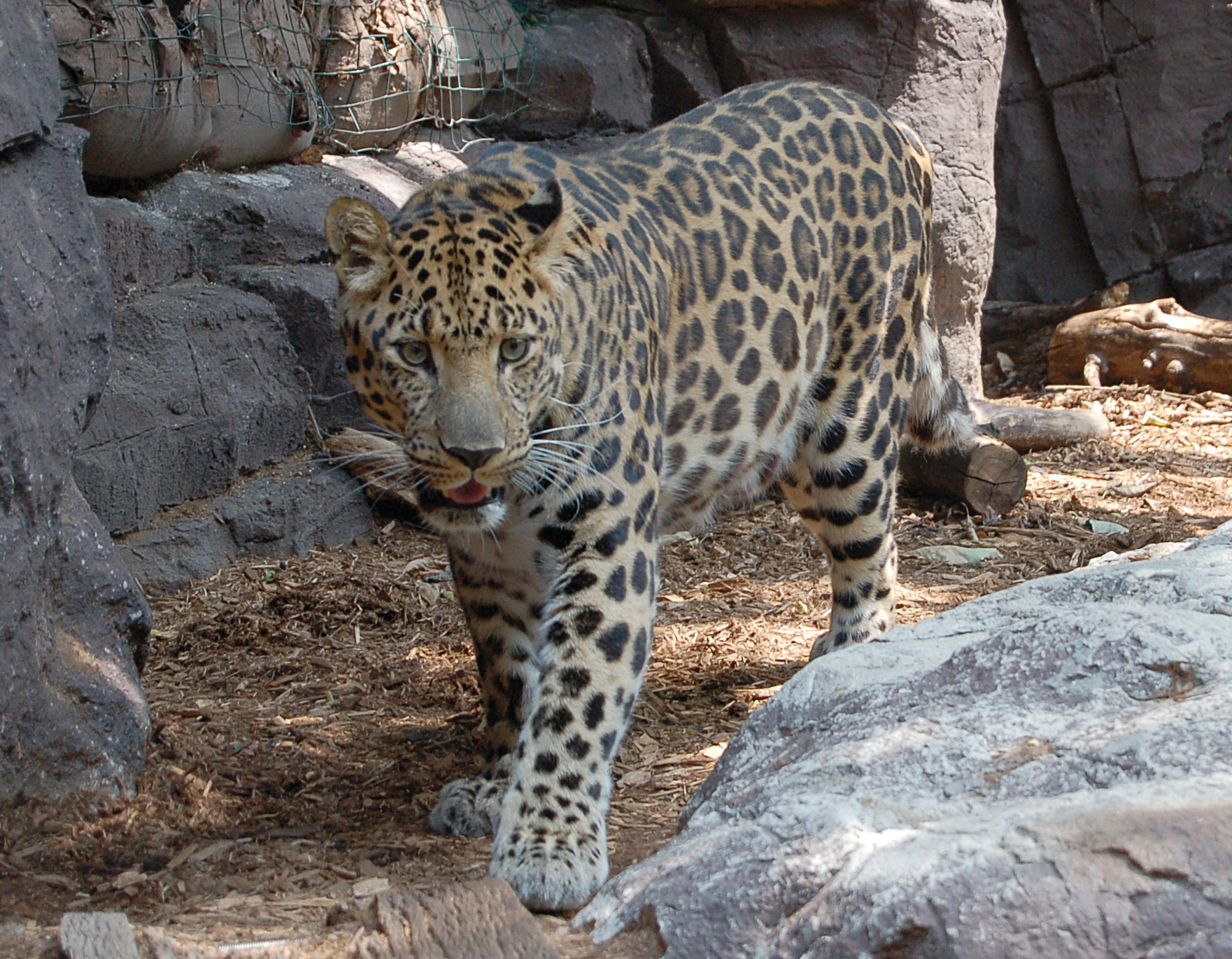
Lampart amurski

Rezerwat biosfery „Kiedrowaja Pad´” (ros. Государственный природный биосферный заповедник «Кедрoвая Падь») – ścisły rezerwat przyrody (zapowiednik) w Kraju Nadmorskim w Rosji. Znajduje się w rejonie chasanskim, a jego obszar wynosi 180,45 km². Rezerwat został utworzony decyzją Senatu Imperium Rosyjskiego z dnia 25 października 1916 roku i jest jednym z najstarszych rezerwatów przyrody w Rosji i najstarszym rezerwatem przyrody na Dalekim Wschodzie. W 2004 roku otrzymał status rezerwatu biosfery UNESCO. Jest otoczony przez Park Narodowy „Ziemla leoparda”, z którym ma wspólną dyrekcję we Władywostoku.

Mapa rezerwatu

## Opis
Rezerwat położony jest na zboczach Gór Czarnych (pasmo Gór Wschodniomandżurskich), w dorzeczu rzeki Kiedrowaja, dwa kilometry od Zatoki Amurskiej. Średnia roczna temperatura powietrza w rezerwacie wynosi około +4 °C. Najzimniejszym miesiącem jest styczeń, którego średnia temperatura wynosi minus 13–15 °C. Średnia roczna opadów to 850–900 mm. 

## Flora
W rezerwacie występuje 940 gatunków roślin naczyniowych, 179 gatunków mchów i  283 gatunki glonów słodkowodnych. Całe terytorium rezerwatu pokryte jest roślinnością, a 70% powierzchni zajmuje las reliktowy. Zachowały się tutaj w swojej pierwotnej formie lasy z takimi gatunkami jak: jodła mandżurska, dąb mongolski, jesion mandżurski, sosna koreańska, lipa wonna, korkowiec amurski, cis japoński, kalopanax, brzoza Schmidta i inne endemity Dalekiego Wschodu. Tajga i lasy deszczowe sąsiadują tutaj ze sobą. Świerk syberyjski, zwyczajowo występujący na północnych szerokościach geograficznych, bywa opleciony winoroślą amurską i aktinidią.
Rośnie tu m.in. wszechlek żeń-szeń, grusza ussuryjska, różanecznik Schlippenbacha, aktinidia ostrolistna i pstrolistna.

## Fauna
Lista ssaków odnotowanych w rezerwacie obejmuje 54 gatunki. Jednym z najważniejszych celów jego utworzenia była ochrona żyjących w dorzeczu rzeki Kiedrowaja lampartów amurskich i tygrysów syberyjskich. W rezerwacie występuje też podgatunek kotka bengalskiego – Prionailurus bengalensis euptilurus. Żyją tu też m.in. niedźwiedź himalajski, kuna żółtogardła, lis rudy, jenot azjatycki, borsuk azjatycki, jeleń wschodni, dzik euroazjatycki, sarna syberyjska.
W rezerwacie mieszka około 200 gatunków ptaków. Jest to m.in.: wojownik górski, sęp kasztanowaty, bielik i różne gatunki głuptaków i szlarników.